# (338) Budrosa
(338) Budrosa ist ein Asteroid des äußeren Hauptgürtels, der am 25. September 1892 vom französischen Astronomen Auguste Charlois am Observatoire de Nice entdeckt wurde.
Ein Bezug dieses Namens zu einer Person oder einem Ereignis ist nicht bekannt.

## Wissenschaftliche Auswertung
Aus Ergebnissen der IRAS Minor Planet Survey (IMPS) wurden 1992 Angaben zu Durchmesser und Albedo für zahlreiche Asteroiden abgeleitet, darunter auch (338) Budrosa, für die damals Werte von 63,1 km bzw. 0,18 erhalten wurden. Mit dem Satelliten Midcourse Space Experiment (MSX) wurden 1996 bis 1997 im Rahmen der Infrared Minor Planet Survey (MIMPS) Daten gewonnen, aus denen für den Asteroiden Werte für den mittleren Durchmesser und die Albedo von 73,7 km bzw. 0,13 bestimmt wurden. Eine Auswertung von Beobachtungen durch das Projekt NEOWISE im nahen Infrarot führte 2011 zu vorläufigen Werten für den Durchmesser und die Albedo im sichtbaren Bereich von 65,8 km bzw. 0,16. Ein Vergleich von Daten, die von 1978 bis 2011 an der Sternwarte Ondřejov in Tschechien und am Table Mountain Observatory in Kalifornien gesammelt wurden, mit den Daten von NEOWISE ergab 2012 Werte für den Durchmesser und die Albedo von 66,4 km bzw. 0,18. Nachdem die Werte nach neuen Messungen mit NEOWISE 2012 auf 48,9 km bzw. 0,48 geändert worden waren, wurden sie 2014 auf 50,5 km bzw. 0,28 korrigiert.
Photometrische Messungen des Asteroiden fanden erstmals statt vom 21. August bis 27. September 1981 während sieben Nächten am Table Mountain Observatory in Kalifornien. Obwohl eine vorläufige Auswertung der aufgezeichneten Lichtkurve zunächst zu einer vermuteten Rotationsperiode von etwa 6 Stunden geführt hatte, ergab auch eine genauere Analyse keine eindeutige Lösung, es wurde dafür nur ein wahrscheinlicher Wert <10 h angenommen. Weitere Beobachtungen vom 3. bis 10. September 1981 und am 5. März 1984 am La-Silla-Observatorium in Chile konnten auch wegen einer zu geringen Amplitude der Lichtkurve nicht weiter ausgewertet werden.
Neue photometrische Messungen am 31. Mai 1990 an der Außenstelle „Carlos U. Cesco“ des Felix-Aguilar-Observatoriums (OAFA) in Argentinien führten dann zur Bestimmung einer Rotationsperiode von 4,6 h. Aus den archivierten Daten von 1981 und 1990 in Verbindung mit einer weiteren Beobachtung am OAFA vom 18. August 1991 wurden zwei Lösungen für die Position der Rotationsachse des Asteroiden berechnet. Weitere Beobachtungen während sechs Nächten vom 12. Dezember 2012 bis 15. Februar 2013 am Osservatorio Astronomico della Regione Autonoma Valle d’Aosta (OAVdA) in Italien konnten diese Periode mit einem Wert von 4,6080 h bestätigen.
Aus archivierten Daten des Asteroid Terrestrial-impact Last Alert System (ATLAS) aus dem Zeitraum 2015 bis 2018 wurde in einer Untersuchung von 2020 mit der Methode der konvexen Inversion ein dreidimensionales Gestaltmodell des Asteroiden für zwei alternative Rotationsachsen mit retrograder Rotation und einer Periode von 4,60783 h berechnet.
Mit dem Weltraumteleskop Transiting Exoplanet Survey Satellite (TESS) konnten während dessen Durchmusterung des Südhimmels 2018 bis 2019 auch Objekte des Sonnensystems beobachtet werden. Dabei wurden auch die Lichtkurven von fast 10.000 Asteroiden aufgezeichnet. Für (338) Budrosa wurde aus Messungen etwa vom 11. bis 26. März 2019 eine Rotationsperiode von 4,60737 h erhalten.
Zwischen 2012 und 2018 wurden mit der All-Sky Automated Survey for Supernovae (ASAS-SN) auch photometrische Daten von 20.000 Asteroiden aufgezeichnet. Auf mehr als 5000 davon konnte erfolgreich die Methode der konvexen Inversion angewendet werden, darunter auch (338) Budrosa, für die in einer Untersuchung von 2021 ein verbessertes dreidimensionales Gestaltmodell für zwei alternative Rotationsachsen mit retrograder Rotation und einer Periode von 4,60781 h berechnet wurde. Aus den Daten von ATLAS konnte in einer Untersuchung von 2022 mit der Methode der konvexen Inversion noch einmal eine Rotationsperiode von 4,6078 h bestimmt werden.